# Fürstlich Castell’sche Bank
Die Fürstlich Castell’sche Bank, Credit-Casse AG ist ein in Franken ansässiges Kreditinstitut. Juristischer Sitz des Unternehmens ist Castell, die Hauptverwaltung und die Geschäftsführung befinden sich seit 1972 in Würzburg. Es wird in der Rechtsform einer nicht börsennotierten Aktiengesellschaft geführt, deren Anteile je zur Hälfte die Familien Castell-Castell und Castell-Rüdenhausen halten (sogenannte Familien-Aktiengesellschaft). Sie gilt als älteste Bank in Bayern. Die Bank sieht sich als Vermögensmanager und Vermögensverwalter, betreibt aber auch ein Privatkundengeschäft.

## Geschichte
Das Haus wurde 1774 als Gräflich Castell-Remlingen’sche Landes-Credit-Casse gegründet. Hinter der Gründung stand der damalige Kanzleidirektor der Grafschaft, Friedrich Adolf von Zwanziger. Ab 1806 hatte sie über 40 Jahre in der heutigen Bergstraße 2 ihren Sitz, 1847 wurde die Zentrale an den Rathausplatz 1 verlegt.
1857 wurde zusätzlich die Gräflich Castell'sche Neue Credit-Casse gegründet, die sich auf das Firmengeschäft und die Vermögensverwaltung konzentrierte. Die ältere Landes-Credit-Casse unterhielt in verschiedenen Häusern in Castell ihre Büros. Beide Banken fusionierten 1941 zur Fürstlich Castell'schen Bank.
Im Jahr 2001 wurde das Unternehmen in eine Kommanditgesellschaft auf Aktien (KGaA) umgewandelt. Mit Wirkung zum 1. August 2006 wurde die Rechtsform in die jetzige Aktiengesellschaft geändert.
Der bisherige Aufsichtsratsvorsitzende Ingo Mandt wird zum Vorstandssprecher mit Wirkung zum 1. April 2021 berufen. Zusammen mit dem bereits seit November 2020 als Generalbevollmächtigten tätigen Christian Hille (Vermögensverwaltung & Fondsmanagement) wird die Geschäftsleitung Mitte 2021 durch Thomas Rosenfeld (Kundengeschäft) sowie Stephan Wycisk (Marktfolge, Risikomanagement und Finanzen) komplettiert. Zum April 2022 wird zudem Marcus Recher als Generalbevollmächtigter für den Bereich Personal, Vorstandsstab sowie Kommunikation und Marketing Mitglied der Geschäftsleitung. Die Fürstlich Castell‘sche Bank hat die bisherigen Generalbevollmächtigten Christian Hille und Thomas Rosenfeld mit Wirkung ab 1. Januar 2023 zu Vorständen der Bank berufen. Hille verließ das Unternehmen aus persönlichen Gründen. Thomas Rosenfeld schied 2024 aus dem Vorstand aus. Zum 1. Juli 2024 wurde Inka Winter (Chief Sustainability Officer) zur Generalbevollmächtigten bestellt.

## Standorte
Die Fürstlich Castell’sche Bank verfügt über Standorte in Würzburg, Bamberg, Nürnberg, München, Ulm, Heilbronn sowie Frankfurt/Main. In den Jahren 2021 bis 2023 schloss die Bank viele kleinere Filialen im Gebiet um Würzburg und Castell.

## Beteiligungen
- Castell Immobilien GmbH
- Castell-Versicherungs-Dienst GmbH & Co. KG
- MLF Mercator-Leasing GmbH & Co. Finanz-KG
- Bau 2000 GmbH

## Weitere Unternehmen der Eigentümerfamilien
- Fürstlich Castell’sche Domäne[12]
- Fürstlich Castell’scher Forst
- Fürstlich Castell’sche Meierei

## Technik
Die Fürstlich Castell’sche Bank ist dem genossenschaftlichen Rechenzentrum der Atruvia AG angeschlossen und nutzt als Kernbankensystem deren Software agree21.